# Cantonul Vienne-Nord
Cantonul Vienne-Nord este un canton din arondismentul Vienne, departamentul Isère, regiunea Rhône-Alpes, Franța.

## Comune
- Chasse-sur-Rhône
- Chuzelles
- Luzinay
- Pont-Évêque
- Septème
- Serpaize
- Seyssuel
- Vienne (parțial, reședință)
- Villette-de-Vienne